# Nao Kusaka
Nao Kusaka (日下尚 (Kusaka Nao?); Takamatsu, 28 novembre 2000) è un lottatore giapponese, specializzato nella lotta greco-romana, campione olimpico a Parigi 2024 nei pesi welter.

## Biografia
Si è formato presso la scuola superiore Kagawa Takamatsu Kita e l'Università Nippai.
La sua squadra di club è il Club Kagawa Takamatsu.
Si è messo in mostra vincendo il bronzo nei 77 kg ai mondiali under 23 di Pontevedra 2022.
Ai mondiali di Belgrado 2023 ha gareggiato nel torneo dei 77 kg, dove ha battuto l'iraniano Mohammad Ali Geraei ai sedicesimi, il greco Georgios Prevolarakis agli ottavi, il georgiano Iuri Lomadze ai sedicesimi ed ha perso la semifinale contro il kirghiso Akzhol Makhmudov, vincitore del torneo. Nella finale per il bronzo ha sconfitto l'uzbeko Aram Vardanyan per superiorità tecnica.
Si è laureato campione continentale ai campionati asiatici di Biškek 2024, dove ha battuto il kirghiso Akzhol Makhmudov in finale.
Ha rappresentato il Giappone ai Giochi olimpici estivi di Parigi 2024, vincendo il torneo dei pesi welter, sconfiggendo nell'ordine l'algerino Abdelkrim Ouakali, l'uzbeko Aram Vardanyan, l'armeno Malkhas Amoyan e il kazako Demeu Zhadrayev.

## Palmarès
| Anno | Manifestazione             | Sede        | Evento | Risultato | Note |
| ---- | -------------------------- | ----------- | ------ | --------- | ---- |
| 2017 | Mondiali cadetti           | Atene       | 76 kg  | 5º        |      |
| 2018 | Campionati asiatici junior | Nuova Delhi | 72 kg  | Bronzo    |      |
| 2019 | Asiatici junior            | Chon Buri   | 77 kg  | Bronzo    |      |
| 2019 | Mondiali U23               | Budapest    | 72 kg  | 5º        |      |
| 2020 | Campionati asiatici        | Nuova Delhi | 72 kg  | 5º        |      |
| 2022 | Mondiali U23               | Pontevedra  | 77 kg  | Bronzo    |      |
| 2023 | Mondiali                   | Belgrado    | 77 kg  | Bronzo    |      |
| 2024 | Campionati asiatici        | Biškek      | 77 kg  | Oro       |      |
| 2024 | Giochi olimpici            | Parigi      | 77 kg  | Oro       |      |